# Hakenstedt
Hakenstedt este o comună din landul Saxonia-Anhalt, Germania.